# Jenő Pap
Jenő Pap (Budapest, 15 de diciembre de 1951) es un deportista húngaro que compitió en esgrima, especialista en la modalidad de espada. Ganó cuatro medallas en el Campeonato Mundial de Esgrima entre los años 1974 y 1982.

## Palmarés internacional
| Campeonato Mundial | Campeonato Mundial | Campeonato Mundial | Campeonato Mundial |
| Año                | Lugar              | Medalla            | Prueba             |
| ------------------ | ------------------ | ------------------ | ------------------ |
| 1974               | Grenoble (Francia) | Medalla de bronce  | Espada por equipos |
| 1978               | Hamburgo (RFA)     | Medalla de oro     | Espada por equipos |
| 1982               | Roma (Italia)      | Medalla de oro     | Espada individual  |
| 1982               | Roma (Italia)      | Medalla de bronce  | Espada por equipos |